# 鹽埕基督長老教會
25°03′37″N 121°31′24″E / 25.060177°N 121.523203°E
臺灣基督長老教會鹽埕教會，簡稱鹽埕教會，是位於臺灣高雄市鹽埕區的基督新教歸正宗教會，為臺灣基督長老教會高雄中會所轄的教會之一，鹽埕教會與旗後教會、鳳山教會同為高雄三大古老歸正宗新教教會，其哥德式禮拜堂為知名景點，每年將臨期到聖誕節節期會布置許多聖誕燈飾，吸引許多遊客造訪。

## 沿革
同治六年（1867年），馬雅各博士在埤頭（現在鳳山區）北門外創建臺灣本島第一個基督教禮拜堂，經過五十六年後成了母教會，並在鹽埕埔設佈道所。為鹽埕基督長老教會前身。
日本領台後，高雄人口增加，會友做禮拜必須到旗後教會禮拜堂，路途遠且要渡舟過海，希望能在高雄市內做崇拜，此建議得到鳳山教會贙成，又得高雄教務局協助，終獲租鹽埕町一丁目12番地林迦氏家屋開設佈道所。
大正十二年（1923年），佈道所正式設立，名為鳳山基督教會高雄講義所。當日由台南神學院院長宣教師滿雄才牧師主持開設禮拜，並派楊士養先生前來牧養。最初之信徒有9名，聚會有37名。隔年（1924年），因為所租房子空間不敷使用，遷至鹽埕埔242番地。1925年3月底，楊士養先生離任，4月1日由林金柱先生接任。
大正十五年（1926年），遷至鹽埕町3丁目17番地（今鹽埕區新興街237號），並於昭和五年（1930年）5月20日舉行獻堂典禮，第一屆高雄中會成立於北野町教會。隔年（1931年）3月升格為堂會，當時名稱為高雄市北野町高雄基督教會。
昭和八年（1933年）3月10日，李乘鰲牧師正式就任為首任牧師，一直繼續至光復之後。二戰之後，高雄市人口增加，北野町舊禮拜堂過窄不敷使用，遂另覓現址遷建，原舊堂由福音會承購。1951年4月，鹽埕基督長老教會現址新禮拜堂建堂竣工，並改名為鹽埕基督長老教會，11月14日舉行獻堂典禮。

2023年2月19日，鹽埕基督長老教會舉行設教獻堂100週年感恩禮拜，對歷任牧師及開拓長老的奉獻予以肯定，並舉行點燭儀式象徵傳承。

## 圖輯

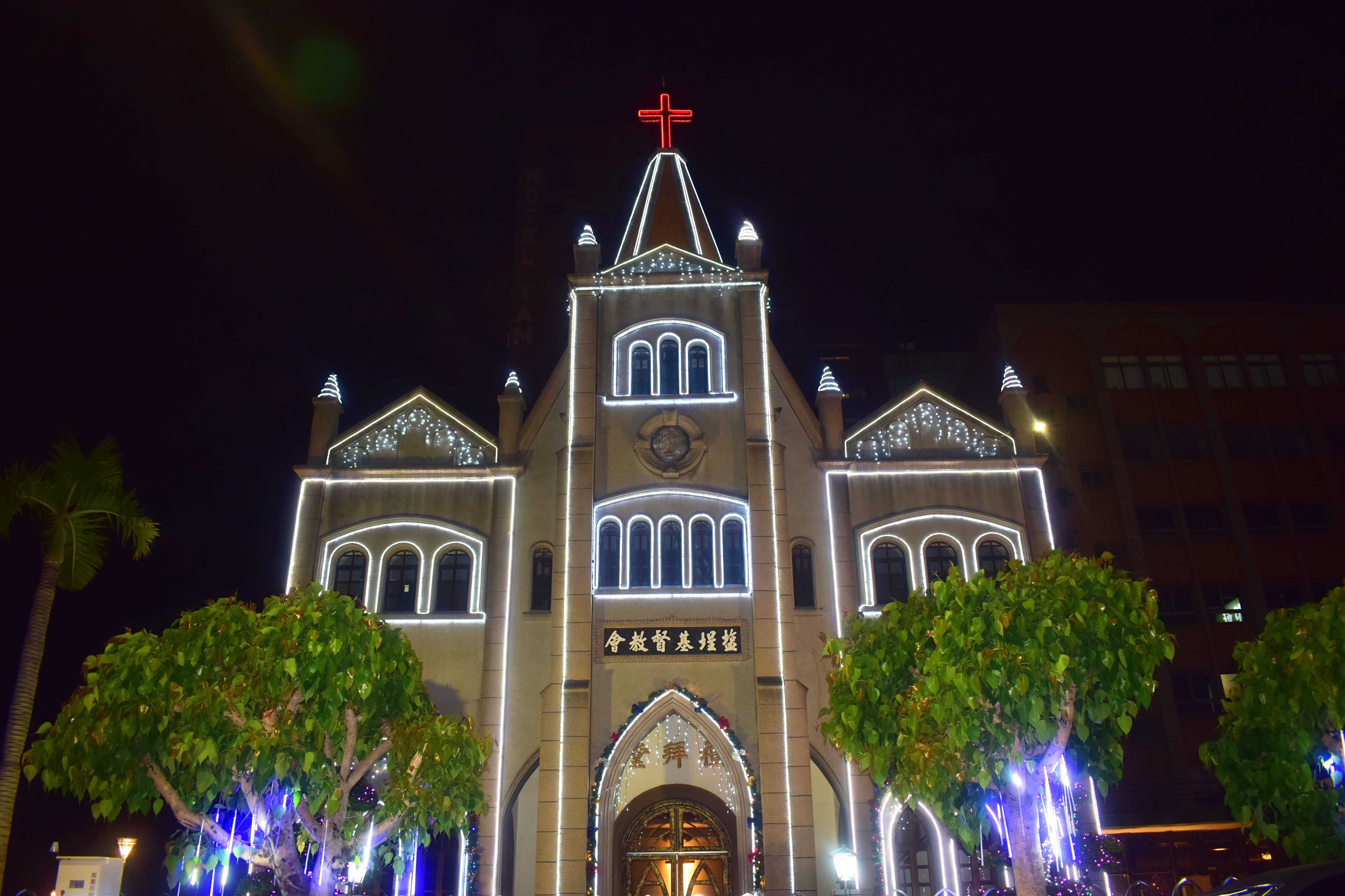
禮拜堂夜景
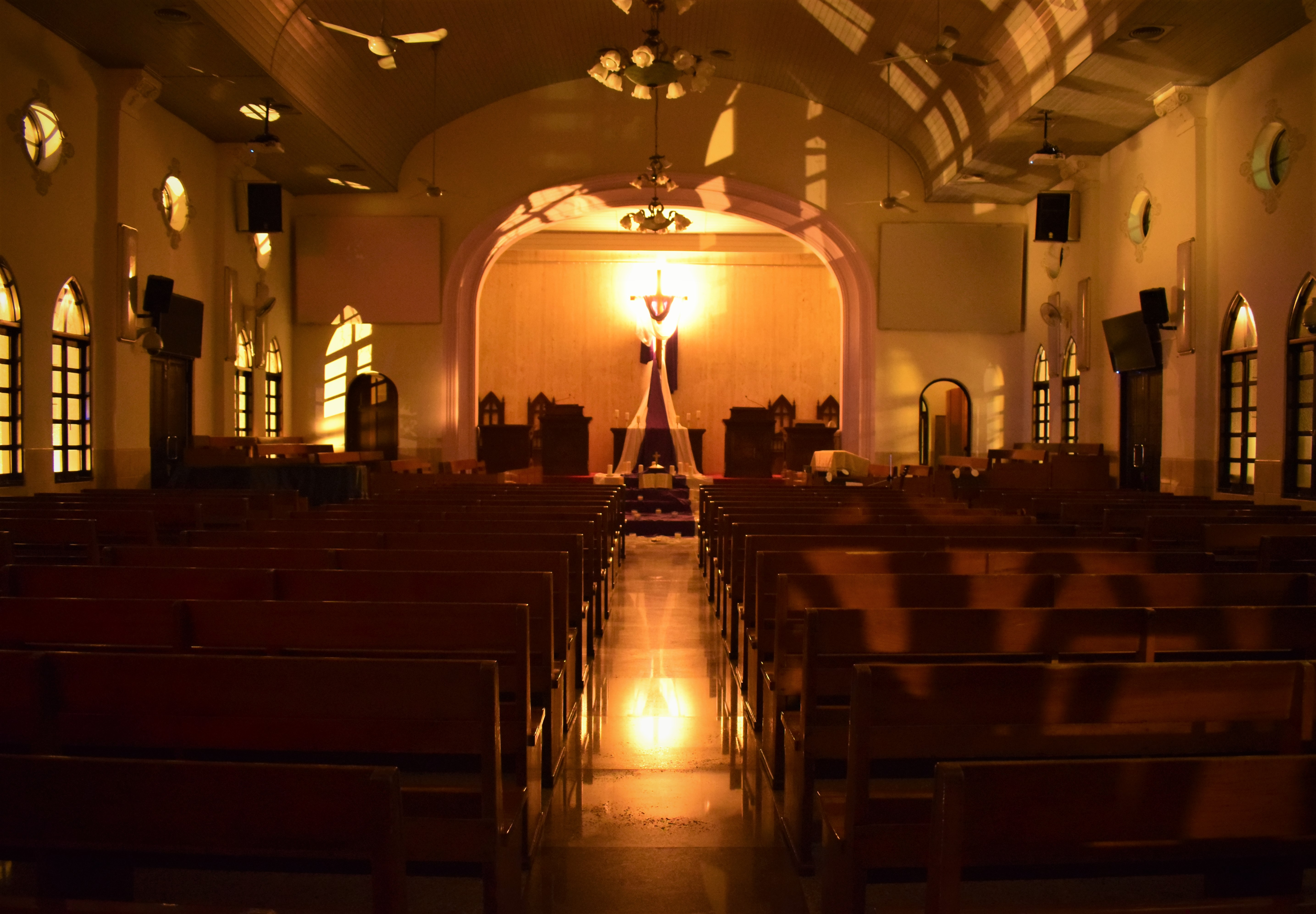
禮拜堂內部
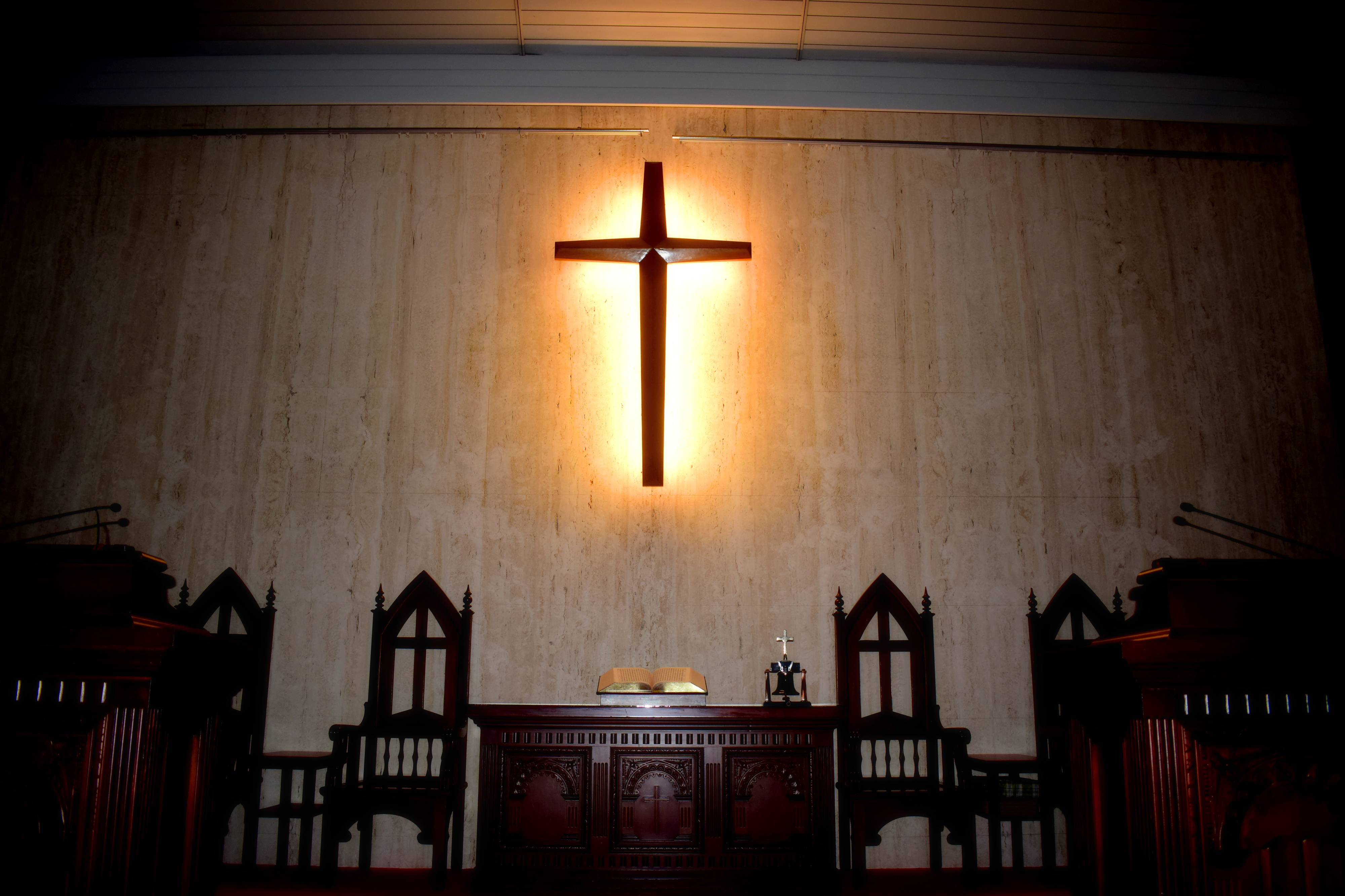
禮拜堂祭壇
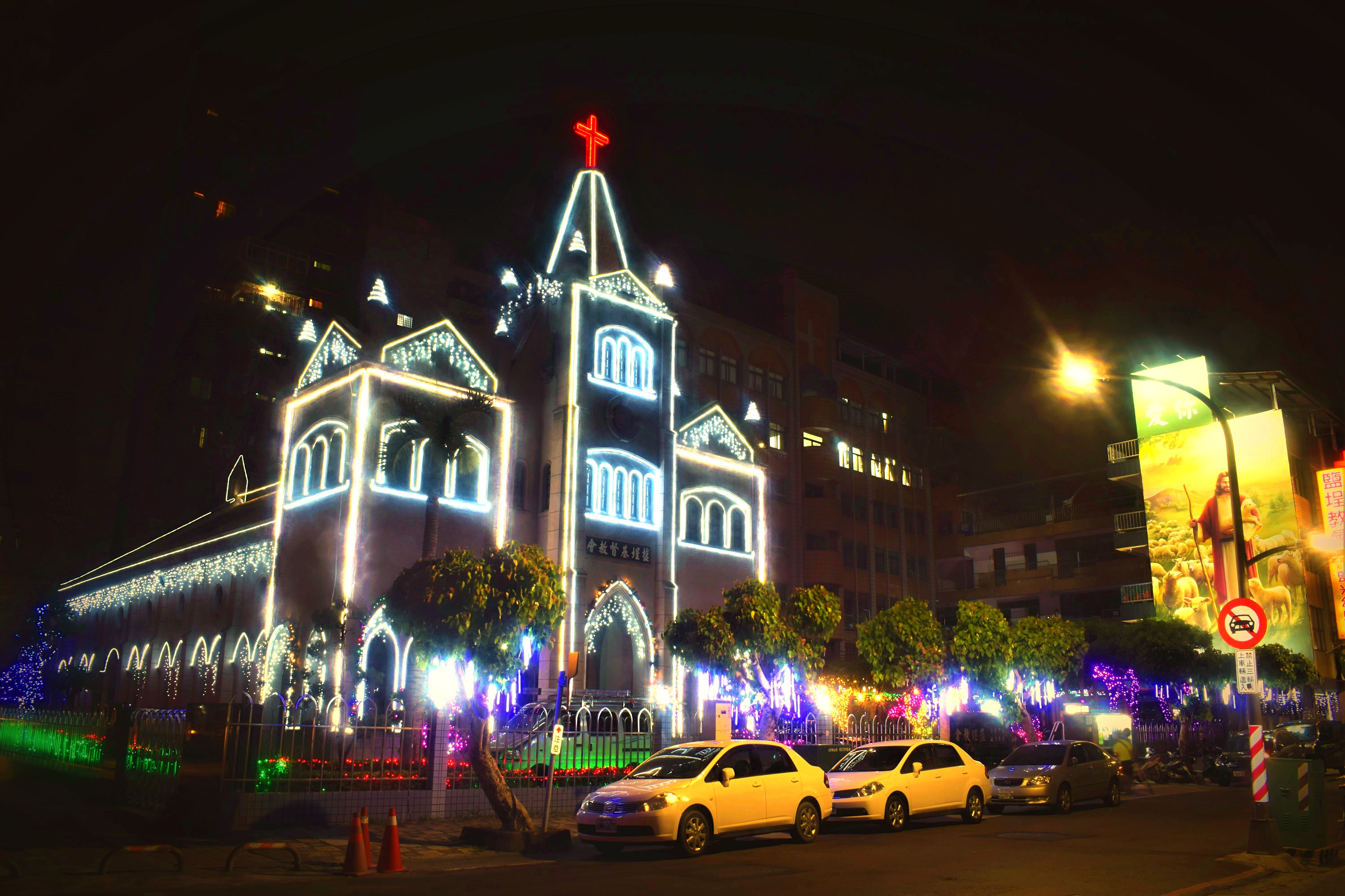
鹽埕教會夜景
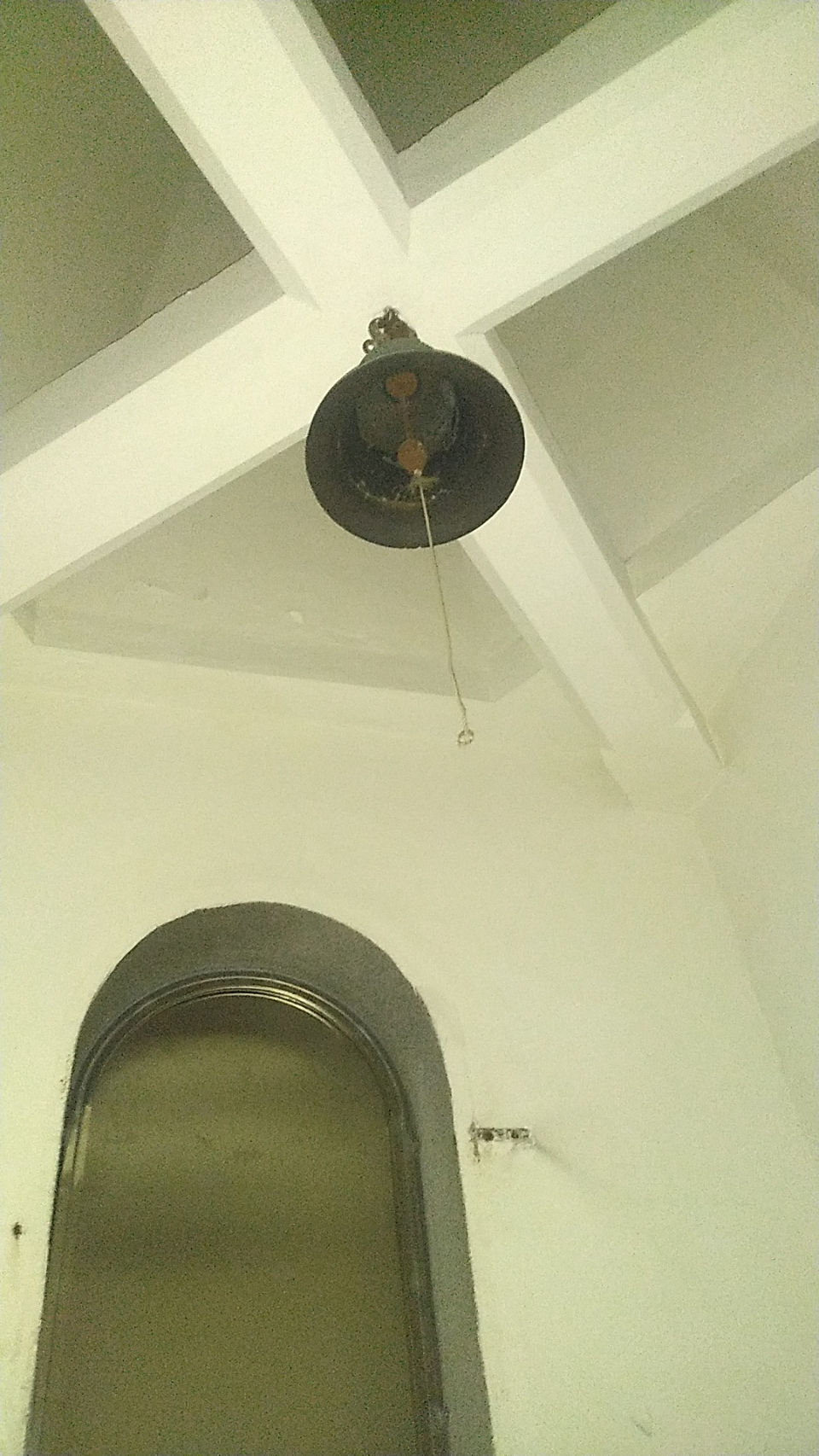
禮拜堂三樓大鐘

## 禮拜時間
以下時間以當地時間（臺灣時間）為準
| 週六           | 週日           |
| -------------- | -------------- |
| 19:00 （華語） | 07:30 （臺語） |
|                | 09:30 （臺語） |
|                | 11:15 （華語） |

## 資源設施

### 鹽光幼稚園
位於鹽埕基督長老教會內，地址：高雄市鹽埕區瀨南街57號，成立於1954年7月。

### 松年大學鹽埕分校
成立於1998年10月，主要招收對象為50歲以上有意願學習的社區長輩。為使社區長輩充實晚年的生活，提供終身學習與追求新知機會，使松年朋友能利用休閒的時間，在生理、心理、生活及社會方面，不斷提升自己，讓生活充滿希望、喜樂與活力。進而幫助老年人退而不休，造就松年朋友身、心、靈全人的健康，進而服務社會人群。

### 鹽光十字園(墓園)
1969年設立，位於高雄市大寮區，屬於教會墓園。

### 鹽光儲蓄互助社
1975年10月25日成立。

## 交通資訊

### 捷運
- 橘線鹽埕埔站：1號出口，走路約3分鐘。

### 輕軌
- 環狀輕軌駁二蓬萊站：走路約5分鐘。

### 高雄市公車
- 漁人碼頭(公園路口)：

搭乘248路於本站下車，步行瀨南街即可到達
- 五福瀨南街口：

搭乘11路、33路、219路、224路、248路、五福幹線50路、建國幹線88路於本站下車，步行瀨南街即可到達